# Clendinning Creek
Der Clendinning Creek ist ein 38 km langer rechter Nebenfluss des Elaho River im Südwesten der kanadischen Provinz British Columbia.

## Flusslauf
Der Clendinning Creek wird vom Clendinning-Gletscher in der Clendinning Range, einem Gebirgszug der Pacific Ranges, auf einer Höhe von 1180 m gespeist. Er durchfließt anfangs  den 3,6 km langen Gletscherrandsee Clendinning Lake in nördlicher Richtung. Anschließend mündet der Doolittle Creek von links in den Fluss. Der Clendinning Creek wendet sich nach Osten und schließlich nach Südosten. Er mündet auf einer Höhe von 330 m in den Elaho River, 10 km oberhalb der Mündung des Sims Creek. Das Einzugsgebiet des Clendinning Creek umfasst ungefähr 360 km². Der Clendinning Provincial Park erstreckt sich über das Flusstal des Clendinning Creek.
Benannt wurde der Fluss nach Sergeant William Henry Clendinning von der kanadischen Armee, der am 14. September 1944 im Zweiten Weltkrieg in Belgien fiel.